# نجع سبع
قرية نجع سبع هي إحدى القرى التابعة لمركز أسيوط في محافظة أسيوط في جمهورية مصر العربية. حسب إحصاءات سنة 2006، بلغ إجمالي السكان في نجع سبع 14592 نسمة، منهم 7356 رجل و7236 امرأة.